# Al-Rábita Al-Qalamía
Al-Rabiṭa al-Qalamiyya (الرابطة القلمية en árabe o en español, Liga Literaria) fue la primera asociación literaria araboestadounidense formada por escritores y poetas árabes, como resultado de una emigración, creada inicialmente por escritores sirioestadounidenses, Nasib Arida y Abdul Massih Haddad en 1916, y reformada posteriormente en 1920, por Amin Rihani, Elia Abu Madi y Mikha’il Nuyaima en Nueva York, y dirigida por Gibran Khalil Gibran.

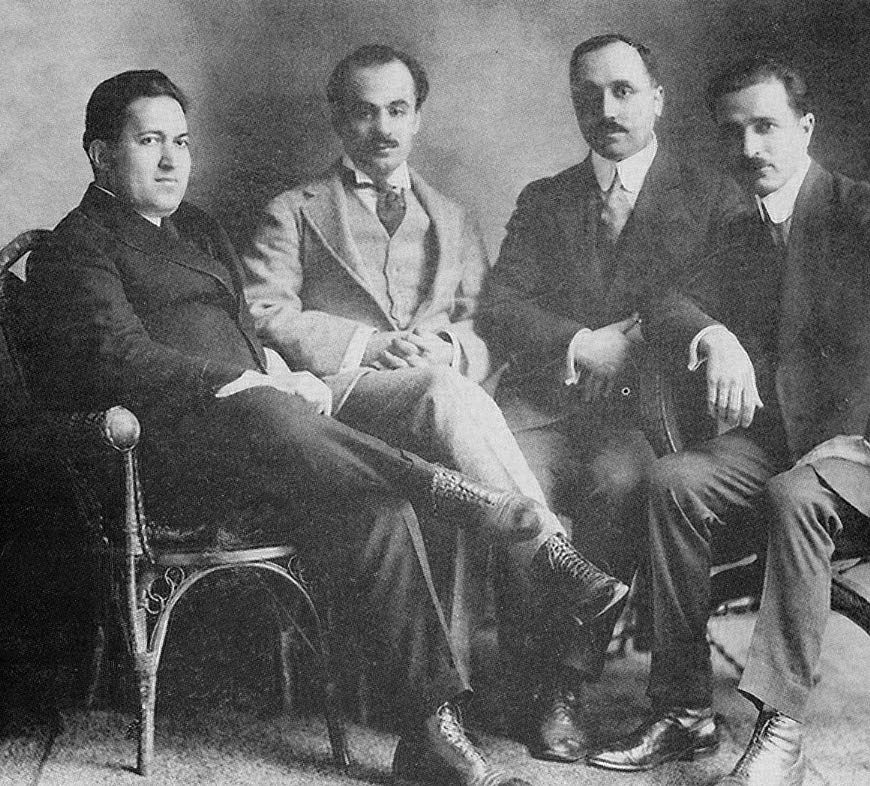
Nasib Arida, Gibran Khalil Gibran, Abdul Massih Haddad y finalmente, a la derecha, Mikha'il Nuya'ima.

## Contexto y características
A finales del siglo XIX y principios del XX, después de producirse un importante movimiento migratorio a Europa y América, se encontraron periodistas y escritores árabes que compartían un interés especial por la literatura. Estos autores, en los que confluyen la cultura oriental y la occidental, producen una obra literaria conocida como literatura del Mahyar (literatura de la emigración), movimiento importante en la historia de la literatura árabe.
Muchos escritores de origen árabe sirio-libaneses escribieron sobre la necesidad de una sociedad de escritores árabes. Estos se unieron en diferentes asociaciones o movimientos y crearon comunidades sirio-libaneses para no abandonar ni la cultura ni la lengua de origen, en los diferentes países a los que emigraron. En los EE. UU. tenemos el caso de la Rabiṭa al-Qalamiyya. Otros ejemplos son Al-Usba al-Andalusiyya en Sao Paulo (Brasil) y Al-Rabitat Al-Adabia en Buenos Aires (Argentina).
Al-Rabiṭa al-Qalamiyya se creó  a partir de la unión de los escritores árabes con la finalidad de conservar la lengua árabe y renovar la literatura árabe que se habían estancado. Promocionarían pues, una nueva generación de escritores árabes que quisieran experimentar con el lenguaje, la presentación de nuevas formas de literatura anteriormente no vistas en la literatura árabe, además de la traducción de obras de escritores europeos. La formación de 1916 dejó de existir después de la obra de William Catzeflis Min Mayyit Hayy ilá Ahya 'Amwat (De los muertos vivientes a los vivos muertos) apareció en la revista árabe-estadounidense al-Funun, septiembre de 1916. 3 Las razones de este cese No están del todo claros, a pesar de que Abd al-Masih declaró que esta formación cesó para purgarse de los que "infiltraron" sus filas. Dijo que uno de estos individuos era Najib Diyab, aunque el nombre de Diyab nunca apareció con el sello "Un miembro de Al-Rabita al-Qalamiyya" junto a él en su diario al-Mir'at al-Gharb (Espejo del Oeste) O en al-Funun y al-Sa'ih.
Posteriormente, en 1920, se reformó por un grupo de escritores árabes importantes, como Ameen Rihani, Elia Abu Madi y Mikha’il Nuayima, en Nueva York dirigido por Gibran Khalil Gibran. Los objetivos principales de la Liga literaria eran, según Nuayima, como secretario; "Levantar la literatura árabe del lodazal del estancamiento y la imitación, e infundir una nueva vida en sus venas para hacer de ella una fuerza activa en la construcción de las naciones árabes ", y promover una nueva generación de escritores árabes. Como Nuayima expresó en los estatutos que redactó para el grupo:" La tendencia a mantener nuestra lengua y literatura dentro de los estrechos límites de la formación de los antiguos en forma y sustancia es una tendencia muy perniciosa; Si se deja sin oposición, pronto llevará a la decadencia ya la desintegración ... Para imitarlos es una vergüenza mortal ... Debemos ser fieles a nosotros mismos si fuéramos fieles a nuestros antepasados".
La liga duró más de diez años (1920-31) y desapareció después de la muerte de Gibran, en 1931, y el regreso de Mikha'il Nuyaima a Líbano en 1932.

## Miembros
- Nasib Arida
- Raschid Ayoub
- Wadi Bahout
- William Catzeflis
- Gibran Khalil Gibran
- Abdul Massih Haddad
- Nudra Haddad
- Elia Abu Madi
- Mikha'il Nuayima
- Ameen Rihani